# Pierre Salinger
Pierre Emil George Salinger, född 14 juni 1925 i San Francisco, Kalifornien, död 16 oktober 2004 i Cavaillon, Frankrike, var en amerikansk demokratisk politiker och journalist. Han tjänstgjorde som Vita husets pressekreterare 1961-1964 under presidenterna John F. Kennedy och Lyndon B. Johnson.

## Biografi
Salingers far var en tysk-judisk bergsingenjör och modern en katolsk fransk journalist. Morfadern hade varit en ledamot av Frankrikes nationalförsamling. Salinger tjänstgjorde i USA:s flotta under andra världskriget. Han utexaminerades från University of San Francisco och arbetade som journalist på San Francisco Chronicle.
Efter tjänsten i Vita huset var Salinger en kort tid ledamot av USA:s senat från Kalifornien. Senator Clair Engle avled den 30 juli 1964 i cancer. Salinger utnämndes till senator och han inledde sitt arbete i senaten den 4 augusti. Salinger kandiderade för en full mandatperiod i senaten men förlorade mot republikanen George Murphy. En fråga som lyftes upp i kampanjen var tiden som Salinger hade bott utanför Kalifornien. Salinger avgick från senaten den 31 december 1964. Det möjliggjorde Murphy att inleda sitt arbete några dagar före andra senatorer som hade valts det året, ett försprång med viss betydelse för en senators status.
Salinger var kampanjchef för Robert Kennedy i 1968 års presidentkampanj. Han sägs ha varit djupt chockad när kandidaten blev mördad. Salinger flyttade till Frankrike och arbetade som korrespondent för tidskriften L'Express.
ABC News anställde Salinger 1978 som byråchef i Paris. 1983 blev han Londonbaserad chef för ABC News Europakorrespondenter. Han fick George Polk-priset i journalistik för sitt reportage om den amerikanska regeringens hemliga förhandlingar för att få amerikanska gisslan i Teheran frigivna 1981.
Efter att Irak invaderade Kuwait 1990 skickade ABC News Salinger till Mellanöstern för att arbeta på en specialrapport om invasionen. Salinger fick tag på ett på arabiska transkriberat samtal mellan Saddam Hussein och USA:s ambassadör i Bagdad April Glaspie där Glaspie säger att USA har ingen åsikt om gränsdispyter mellan två arabstater. Salinger tog transkriptionen med sig till London och beordrade en snabb översättning till engelska. ABC kunde inte bestämma om nyheten skulle ut i World News Tonight eller om den skulle sparas till specialrapporten några dagar senare. Salinger blev rasande och läckte transkriptionen till Hella Pick av The Guardian. På det sättet tvingade Salinger sin uppdragsgivare ABC att publicera nyheten samma dag.
Efter att ha lämnat ABC arbetade Salinger i Washington, D.C. för pr-bolaget Burson Marsteller. 2000 flyttade han tillbaka till Frankrike.
Salinger hade lovat att om George W. Bush vinner presidentvalet år 2000, kommer han att tillbringa resten av sitt liv i Frankrike. Det löftet höll Salinger och bodde sina sista år i Provence.